# Пі-аддукт
Пі-аддукт, π-аддукт — аддукт, утворений внаслідок передачі електронної пари з π-орбіталі на σ-орбіталь, з σ-орбіталі — на π-орбіталь або з π-орбіталі на π-орбіталь.
Такий аддукт ще називають π-комплексом, однак зв'язок між частинами тут не обов'язково слабкий і тому IUPAC рекомендує уникати слова комплекс.